# روژدا فلات
روژدا فلات زادهٔ ۱۹۷۷ یا ۱۹۸۰) یک فرمانده ارشد کرد سوری یگان‌های مدافع زنان (YPJ) و نیروهای سوریه دموکراتیک (SDF) است که از زمان آغاز درگیری روژاوا در سال ۲۰۱۲ جنگیده است و چندین کمپین بزرگ علیه دولت اسلامی عراق و شام (داعش) را رهبری کرده است. هدف اعلام شده فلات به عنوان یک فمینیست انقلابی، دستیابی به دگرگونی اجتماعی در خاورمیانه از طریق YPJ است، «رهایی زن کرد و زن سوری به‌طور کلی از پیوندها و کنترل جامعه سنتی، و همچنین آزادی کل سوریه از تروریسم و استبداد».

## زندگی‌نامه
از آنجایی که روژدا فلات اطلاعات نسبتاً کمی در مورد زندگی خود فاش کرده است، زندگینامه او قبل از در دست گرفتن اسلحه تا حد زیادی ناشناخته است؛ حتی سن و محل تولد او مورد مناقشه است. تی آنلاین او را «مرموز» توصیف می‌کند. فلات طبق مصاحبه ای که در اواخر سال ۲۰۱۷ با نشریه نیویورکر انجام داد، عنوان می‌کند که در حدود سال ۱۹۷۷ به عنوان فرزند یک خانواده کشاورز فقیر در نزدیکی قامشلی متولد شد. با این حال، ادعاهای مختلف دیگری در مورد او در اینترنت منتشر شده است، خبرگزاری ترکیه و دیگر مقامات اس‌دس‌اف تاریخ تولد او را در سال ۱۹۸۰ و زادگاه او در الحسکه عنوان کردند. بسیاری از گزارش‌های آژانس‌های رسانه‌ای دیگر اطلاعات جیهان نیوز را تکرار کرده‌اند، در حالی که برخی دیگر ادعا می‌کنند که فلات در سال‌های ۱۹۶۲، ۱۹۶۶ یا ۱۹۶۸ به دنیا آمده است، حتی یکی از خبرگزاری‌ها گفته است که او اهل باتمان ترکیه است. این ادعای آخر توسط یکی از نزدیکان او تکذیب شد و به تی آنلاین گفت که او قطعاً کرد سوریه است. فلات به دلیل فقر خانواده‌اش، فقط در اواخر عمرش توانست به دانشگاه برود. در سال ۲۰۱۱، او در دانشگاه حسکه در رشته ادبیات عرب تحصیل کرد. قبل از شروع جنگ داخلی سوریه، فلات ادعا می‌کند که قصد داشته در نهایت در آکادمی نظامی ملی شرکت کند و افسر ارتش سوریه شود. با گسترش قیام مردمی علیه بشار اسد در سال ۲۰۱۱، او تصمیم گرفت دانشگاه حسکه را ترک کند و به زادگاهش قامشلی بازگردد، جایی که به سرعت به یگان‌های مدافع خلق حزب اتحاد دموکراتیک (YPG) پیوست.

## فعالیت نظامی
فلات در تسخیر تل حمیس در حمله شرق الحسکه، حمله تل ابیض و حمله الشدادی شرکت داشت. در ماه مه ۲۰۱۶، او اولین حمله را علیه پایتخت واقعی داعش، رقه، رهبری کرد، در حالی که فرماندهی ۱۵۰۰۰ جنگجو را بر عهده داشت. نیروهای او ۲۳ روستا را به تصرف خود درآوردند، اگرچه در پایان این حمله متوقف شد، زیرا نیروهای SDF نیروهای خود را برای حمله موفق تر منبج، که فلات نیز در آن شرکت داشت، نیاز داشت. در اواسط سال ۲۰۱۶، بمب‌گذاری داعش در یک مجلس عروسی در الحسکه، ۲۲ نفر از اعضای خانواده و بستگان او را کشت. در نوامبر ۲۰۱۶، نیروهای دموکراتیک سوریه کارزار دیگری را برای تصرف رقه آغاز کردند و فلات مسئولیت کلی عملیات در حومه شمال رقه را بر عهده داشت. این بار نیروهای تحت فرماندهی فلات موفق به تصرف اهداف خود شدند و در نتیجه توجه نیروهای SDF به سد طبقه و مناطق اطراف معطوف شد. این مناطق در طول مرحله دوم حمله، که در ۱۰ دسامبر آغاز شد و طی آن فلات به عنوان فرمانده اصلی واحدهای YPJ درگیر خدمت کرد، هدف قرار گرفتند. در مراحل بعدی در طی عملیات تصرف رقه، فلات به عنوان یکی از مهم‌ترین فرماندهان YPJ به خدمت ادامه داد و در عملیات تصرف سد طبقه، پایگاه هوایی طبقه و شهر الثوره از داعش شرکت کرد. در اوایل اکتبر ۲۰۱۹، فلات در کنفرانسی در شهر رم شرکت کرد و ضمن تأکید بر اهمیت کنفدرالیسم دموکراتیک، اعلام کرد که جنگ علیه داعش ادامه دارد.